# Festival de la Cançó Mediterrània 1961
El IIIr Festival de la Cançó Mediterrània va celebrar-se els dies 23, 24 i 25 de setembre de 1961, dins del programa de les festes de la Mercè, al Palau Municipal d'Esports de Barcelona. Degut a una exposició d'art romànic al Palau Nacional de Montjuïc, el festival va haver de canviar la seva tradicional seu. Fou la primera edició del festival emesa per la xarxa Eurovisió, a la qual RTVE s'havia adherit nou mesos abans, i fou vista en onze països per una audiència potencial de 50 milions de tele-espectadors. Els presentadors van ser els mateixos que els de l'anterior edició: Federico Gallo, Ana María Solsona i Isabel Bauzá. Durant la primera i segona jornada s'interpretaren onze cançons respectivament, de les quals cinc foren elegides pel vot popular per a classificar-se a la final; i l'últim dia s'interpretaren i votaren els deu temes finalistes.
La cançó guanyadora fou "Dans le croix de ta main", de l'intèrpret francès Robert Jeantal. En aquesta edició del festival, l'organització rebé 550 cançons, de les quals només vint-i-dos foren seleccionades per a participar al concurs: set d'espanyoles, sis de franceses, sis d'italianes i tres de gregues. Cal destacar, a més, que en aquesta edició no fou seleccionada cap cançó en català. La premsa remarcà que arribaren tres cançons de Xipre fora de termini, declarant els xipriotes el seu interès en participar la propera edició, com finalment fou. El jurat seleccionador dels temes estava format pel mestre Rafael Ferrer Fitó com a president; i pels mestres Frederic Martínez i Tudó, pel sindicat d'espectacles; Jaume Mestres i Pérez, per la societat d'autors; Joan Dotras i Vila, pel Conservatori Municipal de Música de Barcelona; i Juan Altisench, pel Conservatori Superior de Música del Liceu. Per a jutjar les lletres estaven Sebastián Guasch i José María Tavera. Cada cançó havia de ser interpretada per partida doble: una amb gran orquestra (l'Orquestra Festival) i amb una de més petita (l'Orquestra Maravella). Foren conduïdes pels mestres Gianni Fallabrino, d'Itàlia; Jean Claudric, de França i Rafael Ferrer Fitó i Luis Ferrer. Aquestes, a més, interpretaren conjuntament la sintonia del festival: un arranjament del tema grec "Xypna, agapi mou", cançó que havia estat triomfadora a l'edició anterior amb l'interpretació de Nana Mouskouri. Durant l'interludi, el pianista Tete Montoliu interpretà dues peces enviades expressament al festival pel Rei de Tailàndia Rama IX en agraiment i homenatge a la Diputació Provincial de Barcelona i les llars Mundet.
A més de la presència de la premsa internacional especialitzada per tal de cobrir l'esdeveniment, també es produí la tradicional parada d'autoritats del règim. Entre les autoritats convidades s'hi trobaven el Governador Civil de Barcelona, Matías Vega Guerra; l'Alcalde de Barcelona, José María de Porcioles junt amb altres regidors; el President de la Mancomunitat de Cabildos Insulars de Las Palmas, Federico Díaz Bertrana; el Cap del Sector Naval, el contraalmirall Manuel Antón Rozas; l'ambaixador de Tailàndia i el cònsol a Barcelona, Suwit Bowornwathana i Jaume Sabaté Quixal; el secretari de l'ambaixada de Grècia a Madrid; els subdirectors generals de TVE, Luis Ezcurra Carrillo i el senyor Utrilla; la Marquesa de Villatorcas, muller del Capità General de Catalunya Pablo Martín Alonso, i sa filla; etc.

## Participants i resultats
| País    | Itèrpret 1        | Intèrpret 2         | Cançó                     | Punts | Posició |
| País    | Compositor        | Lletrista           | Cançó                     | Punts | Posició |
| ------- | ----------------- | ------------------- | ------------------------- | ----- | ------- |
| França  | Robert Jeantal    | Robert Jeantal      | Dans le croix de ta main  | 3.584 | 1r      |
| França  | Yves Gilbert      | Colette Meunier     | Dans le croix de ta main  | 3.584 | 1r      |
| Espanya | Lita Torelló      | José Guardiola      | Presentimiento            | 2.434 | 2n      |
| Espanya | Jordi Domingo     | Jordi Domingo       | Presentimiento            | 2.434 | 2n      |
| Grècia  | Angela Zilia      | Aleko Pandas        | Ta grisa matakia          | 2.362 | 3r      |
| Grècia  | Kosta Yanidis     | Kosta Yanidis       | Ta grisa matakia          | 2.362 | 3r      |
| Grècia  | Mayri Lo          | Aleko Pandas        | Nyhta                     | 1.978 | 4t      |
| Grècia  | Nicky Yakovief    | Kostas Koniniotis   | Nyhta                     | 1.978 | 4t      |
| Espanya | Ramon Calduch     | Carlitos Romano     | Vagabundo                 | 1.571 | 5è      |
| Espanya | Chano Montes      | José del Amo        | Vagabundo                 | 1.571 | 5è      |
| Itàlia  | Jimmy Fontana     | Giorgia             | Tu sei bruta              | 897   | 6è      |
| Itàlia  | Carlo Donida      | Mogol               | Tu sei bruta              | 897   | 6è      |
| França  | Franz Petri       | Nicole Croissille   | Coupidon                  | 684   | 7è      |
| França  | Georges Daninos   | Joe Gracy           | Coupidon                  | 684   | 7è      |
| Espanya | Lita Torelló      | Daniel Clavero      | Julio Verne               | 624   | 8è      |
| Espanya | Julio César       | Julio César         | Julio Verne               | 624   | 8è      |
| França  | Robert Jeantal    | Nicole Croissille   | L'amour c'est une chanson | 619   | 9è      |
| França  | Lucien Juanico    | Robert Jais         | L'amour c'est une chanson | 619   | 9è      |
| Grècia  | Angela Zilia      | Mayri Lo            | Psemma                    | 465   | 10è     |
| Grècia  | Kosta Prenda      | Kosta Kofinioti     | Psemma                    | 465   | 10è     |
| França  | Nicole Croissille | Franz Petri         | Toi qui te'n vas          | n/a   | *       |
| França  | Didier Lapeyre    | Jean Baitzovrof     | Toi qui te'n vas          | n/a   | *       |
| Itàlia  | Mara del Río      | Nilo Ossani         | Domani no                 | n/a   | *       |
| Itàlia  | M. Bonocore       | V. Miri             | Domani no                 | n/a   | *       |
| Espanya | Daniel Clavero    | José Guardiola      | Misteriosa Dama           | n/a   | *       |
| Espanya | Eduardo Arguedes  | Francisco Carreras  | Misteriosa Dama           | n/a   | *       |
| França  | Jacqueline Nero   | Robert Jeantal      | Prends ce Coeur           | n/a   | *       |
| França  | Pierre de la Noe  | Norman Maine        | Prends ce Coeur           | n/a   | *       |
| Itàlia  | Joe Sentieri      | Aliki Andris        | Non sei una aventura      | n/a   | *       |
| Itàlia  | Nino Ravassini    | Pino Perotti Pinchi | Non sei una aventura      | n/a   | *       |
| França  | Frantz Petri      | Jacqueline Nero     | Le temoin de la Seine     | n/a   | *       |
| França  | Michel Frants     | Alex Marco          | Le temoin de la Seine     | n/a   | *       |
| Itàlia  | Aliki Andris      | Jimmy Fontana       | Dove sei stata?           | n/a   | *       |
| Itàlia  | Ruggiero Chiesa   | Giorgio Calabrese   | Dove sei stata?           | n/a   | *       |
| Espanya | Imperio de Triana | Conchita Bautista   | Tienes Duende             | n/a   | *       |
| Espanya | Carmelo Larrea    | Carmelo Larrea      | Tienes Duende             | n/a   | *       |
| Espanya | Ramon Calduch     | Imperio de Triana   | Libres como el viento     | n/a   | *       |
| Espanya | Jaime Torrens     | Jaime Torrens       | Libres como el viento     | n/a   | *       |
| Itàlia  | Nilo Ossani       | Giorgia             | Frontiere                 | n/a   | *       |
| Itàlia  | Jan Langosz       | Luciano Beretta     | Frontiere                 | n/a   | *       |
| Espanya | Conchita Bautista | Carlitos Romano     | Me he vuelto a enamorar   | n/a   | *       |
| Espanya | Miguel Dochado    | Miguel Dochado      | Me he vuelto a enamorar   | n/a   | *       |
| Itàlia  | Mara del Rio      | Joe Sentieri        | Non tentarmi              | n/a   | *       |
| Itàlia  | Romero Alvaro     | Maria Venturi       | Non tentarmi              | n/a   | *       |